# 2. kniha královská
2. kniha královská je jednou z knih Starého zákona. Následuje po 1. knize královské a uzavírá ucelený komplex knih, tzv. deuteronomistické dějepisné dílo, jehož je součástí. Spolu s ostatními knihami tohoto celku pojednává o dějinách Izraelského národa. Vznik knihy se datuje stejně jako vznik ostatních knih deuteronomistického komplexu do druhé poloviny 6. století př. n. l.
V hebrejské bibli se tato kniha nazývá obdobně (ספר מלכים (ב (Sefer meláchím (2), „(Druhá) kniha králů“). V řecké Septuagintě se nazývá Βασιλειῶν Δʹ (bazileión 4 - „4. kniha království“), neboť jako 1. a 2. kniha království se označují 1. a 2. kniha Samuelova a 3. kniha království 1. kniha královská. Zatímco křesťané tuto knihu řadí mezi knihy historické, Židé ji počítají mezi knihy prorocké, neboť za jejího autora je tradičně považován prorok Jeremjáš.
Kniha navazuje plynule na 1. knihu královskou a popisuje dějiny Izraelského a Judského království od panování králů Achazjáše a Jóšafata až do zániku Izraele (kap. 17) a Judska (kap. 25). Z historického hlediska pokrývá období mezi roky cca 850 př. n. l. (nástup krále Achazjáše) a 587/586 př. n. l. (pád Jeruzaléma). Spolu s 1. knihou královskou je tato kniha cenným materiálem pro studium dějin Izraelského národa v tomto období.
Kromě více jiných starších a původních pramenů v sobě 2. kniha královská zahrnuje i cyklus vyprávění o proroku Elíšovi (kap. 2-9); jeho povolání za proroka je však popsáno již v 1. knize královské (kap. 19).